# Quelea
A Quelea a madarak (Aves) osztályának verébalakúak (Passeriformes) rendjébe, ezen belül a szövőmadárfélék (Ploceidae) családjába tartozó nem.

## Rendszerezésük
A nemet Heinrich Gottlieb Ludwig Reichenbach német botanikus és ornitológus írta le 1850-ben, az alábbi 3 faj tartozik ide:
- bíbortorkú szövőmadár (Quelea cardinalis)
- pirosfejű szövőmadár (Quelea erythrops)
- piroscsőrű szövőmadár (Quelea quelea)